# Miriam Koch
Miriam Koch (* 1980) ist eine deutsche Kinderbuchautorin und Illustratorin.
Koch studierte Kommunikationsdesign mit Schwerpunkt Illustration in Trier. Sie wurde bekannt mit ihrer Kinderbuchfigur dem Schaf Fiete Anders.

## Werke

### Autorin
- Ein Ei für Oskar Osterhase.  Oetinger Verlag 2018, ISBN 978-3789108631.
- Fiete Anders – Höhrbuch. (2012)
- Fiete Anders, eine Reise mit dem Wind. (2012)
- Keentied oder die Kunst, ins Glück zu fliegen. (2010)
- Fiete Anders. (2007)

### Illustratorin
- Homemade Weihnachten – 99 kulinarische Überraschungen und 4 Festmenüs. (2009)
- Homemade Party – 99 kulinarische Mitbringsel. (2009)
- Homemade – 99 kulinarische Mitbringsel. (2007)